# Saison 2006-2007 de l'Olympique lyonnais (féminines)
Maillots
Chronologie
Saison précédente Saison suivante
La saison 2006-2007 de la section féminine de l'Olympique lyonnais est la vingt-neuvième saison consécutive du club rhônalpins en première division du championnat de France depuis 1978.
L'entraîneur Farid Benstiti et ses joueuses ont pour objectif de bien figurer dans les deux compétitions nationales avec un recrutement ambitieux en début de saison. 

## Transferts
| Été 2006             |             |                  |                        |                       |
| Nom                  | Nationalité | Transfert        | Provenance/Destination | Division              |
| Arrivées             |             |                  |                        |                       |
| Laure Lepailleur     | France      | Contrat pro. (?) | Montpellier HSC        | Division 1            |
| Camille Abily        | France      | Contrat pro. (?) | Montpellier HSC        | Division 1            |
| Sonia Bompastor      | France      | Contrat pro. (?) | Montpellier HSC        | Division 1            |
| Hoda Lattaf          | France      | Contrat pro. (?) | Montpellier HSC        | Division 1            |
| Wendie Renard        | France      | Contrat pro. (?) | Rapid C. Le Lorrain    | Rapid C. Le Lorrain   |
| Aurélie Kaci         | France      | Contrat pro. (?) | Formée au club         | Formée au club        |
| Départs              |             |                  |                        |                       |
| Claire Morel         | France      | Fin de contrat   | ASJ Soyaux             | Division 1            |
| Gwenaëlle Pelé       | France      | Fin de contrat   | Paris Saint-Germain    | Division 1            |
| Ambre Heuillard      | France      | Fin de contrat   | CS Nivolas-Vermelle    | Division 3            |
| Dayane da Rocha      | Brésil      | Fin de contrat   | Extremadura UD         | Superliga             |
| Amandine Plasson     | France      | Fin de contrat   | Reste au club          | Reste au club         |
| Mélissa Amalfitano   | France      | Fin de contrat   | Reste au club          | Reste au club         |
| Chrystelle Braillard | France      | Fin de contrat   | Reste au club          | Reste au club         |
| Coralie Belin        | France      | Fin de contrat   | Reste au club          | Reste au club         |
| Cécilia Josserand    | France      | Fin de contrat   | Reste au club          | Reste au club         |
| Aurore Giraud        | France      | Fin de contrat   | Libre de tout contrat  | Libre de tout contrat |
| Cécile Locatelli     | France      | Fin de carrière  | Fin de carrière        | Fin de carrière       |
| Hiver 2006 - 2007    |             |                  |                        |                       |
| Nom                  | Nationalité | Transfert        | Provenance/Destination | Division              |
| Arrivées             |             |                  |                        |                       |
| Kátia da Silva       | Brésil      | Contrat pro. (?) | Levante UD             | Superliga             |

## Parcours en Challenge de France
L'Olympique lyonnais atteint sa troisième finale consécutive en Challenge de France depuis sa fusion avec le FC Lyon en 2004.
| Challenge de France 2006 - 2007 |                 |                                          |                   |             |                 |
| Nb.                             | Date            | Lieu                                     | Compétition       | Adversaire  | Résultat        |
| 5.                              | 12 mai 2007     | Stade Auguste-Delaune, Reims, France     | Finale            | Montpellier | 3 - 3 (3p - 0p) |
| 4.                              | 1er mai 2007    | Plaine des Jeux de Gerland, Lyon, France | 1/2 finale (dom.) | Tours       | 9 - 0           |
| 3.                              | 21 avril 2007   | (?)                                      | 1/4 finale        | Compiègne   | 4 - 1           |
| 2.                              | 18 mars 2007    | (?)                                      | 1/8 finale        | AS Muret    | 5 - 0           |
| 1.                              | 18 février 2007 | (?)                                      | 1/16 finale       | Flacé Mâcon | 8 - 1           |

## Parcours en Championnat de France
L'Olympique lyonnais remporte son premier titre national depuis sa fusion avec le FC Lyon en 2004.
| Saison 2006 - 2007 |                   |                                                      |                    |                     |          |
| Nb.                | Date              | Lieu                                                 | Compétition        | Adversaire          | Résultat |
| 22.                | 10 juin 2007      | Plaine des Jeux de Gerland, Lyon, France             | 22e journée (dom.) | ASJ Soyaux          | 6 - 0    |
| 21.                | 3 juin 2007       | Stade des Charmilles, Estrées-Saint-Denis, France    | 21e journée        | Compiègne           | 8 - 0    |
| 20.                | 19 mai 2007       | Plaine des Jeux de Gerland, Lyon, France             | 20e journée (dom.) | Saint-Brieuc        | 13 - 10  |
| 19.                | 6 mai 2007        | Plaine des Jeux de Gerland, Lyon, France             | 13e journée (dom.) | CNFE Clairefontaine | 1 - 0    |
| 18.                | 28 avril 2007     | Stade Joseph-Blanc, Villeneuve-lès-Maguelone, France | 19e journée        | Montpellier         | 3 - 0    |
| 17.                | 1er avril 2007    | Plaine des Jeux de Gerland, Lyon, France             | 18e journée (dom.) | La Roche-sur-Yon    | 7 - 0    |
| 16.                | 25 mars 2007      | Stade Georges-Lefèvre, St-Germain-en-Laye, France    | 17e journée        | Paris SG            | 2 - 1    |
| 15.                | 4 mars 2007       | Plaine des Jeux de Gerland, Lyon, France             | 16e journée (dom.) | Toulouse            | 8 - 0    |
| 14.                | 25 février 2007   | Plaine des Jeux de Gerland, Lyon, France             | 15e journée (dom.) | Hénin-Beaumont      | 6 - 1    |
| 13.                | 4 février 2007    | Stade Robert-Gossart, Condé-sur-Noireau, France      | 14e journée        | Condé               | 8 - 1    |
| 12.                | 21 janvier 2007   | Stade Georges-Maquin, Viry-Châtillon, France         | 12e journée        | FCF Juvisy          | 2 - 1    |
| 11.                | 10 décembre 2006  | Plaine des Jeux de Gerland, Lyon, France             | 11e journée (dom.) | Compiègne           | 11 - 00  |
| 10.                | 2 décembre 2006   | Complexe sportif du Penthièvre, Lamballe, France     | 10e journée        | Saint-Brieuc        | 4 - 0    |
| 9.                 | 26 novembre 2006  | Plaine des Jeux de Gerland, Lyon, France             | 9e journée (dom.)  | Montpellier         | 1 - 1    |
| 8.                 | 18 novembre 2006  | Stade Henri-Desgrange, La Roche-sur-Yon, France      | 8e journée         | La Roche-sur-Yon    | 2 - 0    |
| 7.                 | 12 novembre 2006  | Plaine des Jeux de Gerland, Lyon, France             | 7e journée (dom.)  | Paris SG            | 4 - 1    |
| 6.                 | 21 octobre 2006   | Stadium annexe 1, Toulouse, France                   | 6e journée         | Toulouse            | 4 - 0    |
| 5.                 | 15 octobre 2006   | Stade Raymond-Delabre, Hénin-Beaumont, France        | 5e journée         | Hénin-Beaumont      | 9 - 0    |
| 4.                 | 8 octobre 2006    | Plaine des Jeux de Gerland, Lyon, France             | 4e journée (dom.)  | Condé               | 7 - 1    |
| 3.                 | 17 septembre 2006 | Stade Pierre-Pibarot, Clairefontaine, France         | 3e journée         | CNFE Clairefontaine | 7 - 0    |
| 2.                 | 10 septembre 2006 | Plaine des Jeux de Gerland, Lyon, France             | 2e journée (dom.)  | FCF Juvisy          | 1 - 0    |
| 1.                 | 3 septembre 2006  | Stade Léo-Lagrange, Soyaux, France                   | 1re journée        | ASJ Soyaux          | 3 - 0    |

### Classement
| Rang | Équipe                 | Pts | J  | G  | N | P  | Bp  | Bc | Diff |
| ---- | ---------------------- | --- | -- | -- | - | -- | --- | -- | ---- |
| 1    | Olympique lyonnais     | 83  | 22 | 20 | 1 | 1  | 116 | 9  | +107 |
| 2    | Montpellier HSC CF     | 76  | 22 | 17 | 3 | 2  | 64  | 12 | +52  |
| 3    | FCF Juvisy T           | 75  | 22 | 17 | 2 | 3  | 54  | 18 | +36  |
| 4    | ASJ Soyaux             | 60  | 22 | 11 | 5 | 6  | 30  | 28 | +2   |
| 5    | CNFE Clairefontaine    | 52  | 22 | 9  | 3 | 10 | 43  | 43 | 0    |
| 6    | Stade briochin P       | 49  | 22 | 8  | 3 | 11 | 27  | 47 | -20  |
| 7    | Paris SG               | 48  | 22 | 6  | 8 | 8  | 37  | 33 | +4   |
| 8    | Toulouse FC            | 46  | 22 | 7  | 3 | 12 | 30  | 41 | -11  |
| 9    | ESOFV La Roche-sur-Yon | 41  | 22 | 6  | 1 | 15 | 15  | 51 | -36  |
| 10   | FCF Hénin-Beaumont     | 40  | 22 | 5  | 3 | 14 | 31  | 81 | -50  |
| 11   | US Compiègne           | 38  | 22 | 5  | 1 | 16 | 31  | 71 | -40  |
| 12   | FCF Condéen P          | 35  | 22 | 4  | 1 | 17 | 32  | 76 | -44  |

|  | Qualifié pour la Coupe UEFA 2007-2008 (Premier tour). |
|  | Relégué en Division 2. |
|  | T Tenant du titre. P Promu de Division 2. CF Vainqueur du Challenge de France 2006-2007. Pts points ; G victoires ; N match nuls ; P défaites Bp buts marqués ; Bc buts encaissés ; Diff différence de buts |

1. ↑  À la fin de la saison, la Fédération française de football décide de ne plus présenter d'équipe du CNFE Clairefontaine au niveau du football national, libérant ainsi une place dans le championnat.

### Évolution du classement
Leader du championnat

## Statistiques individuelles
| Nb.                 | Joueuse             | Total | Championnat | Challenge de France |
| 1.                  | Sandrine Brétigny   | 48    | 42          | 6                   |
| 2.                  | Hoda Lattaf         | 31    | 26          | 5                   |
| 3.                  | Camille Abily       | 20    | 17          | 3                   |
| 4.                  | Sonia Bompastor     | 14    | 9           | 5                   |
| 5.                  | Katia Da Silva      | 8     | 3           | 5                   |
| 6.                  | Sandrine Dusang     | 6     | 5           | 1                   |
| 7.                  | Shirley Cruz Traña  | 4     | 3           | 1                   |
| 8.                  | Delphine Blanc      | 3     | 3           | 0                   |
| 9.                  | Aurélie Naud        | 2     | 2           | 0                   |
| 10.                 | Alix Faye-Chellali  | 2     | 1           | 1                   |
| 11.                 | Ludivine Bruet      | 1     | 1           | 0                   |
| 12.                 | Anne-Laure Perrot   | 1     | 1           | 0                   |
| 13.                 | Simone Gomes Jatoba | 1     | 1           | 0                   |
| 14.                 | Océane Caïrati      | 1     | 0           | 1                   |
| 15.                 | Aurélie Kaci        | 1     | 0           | 1                   |
| But contre son camp | But contre son camp | 2     | 2           | 0                   |
| Total Général       | Total Général       | 145   | 116         | 29                  |

## Chiffres marquants
- 25e joueuse à avoir inscrit au moins 1 but avec l'OL : Hoda Lattaf (en championnat de D1, à Soyaux (3-0), le 3 septembre 2006).
- 100e but de l'histoire en championnat de D1 : Sonia Bompastor (face à Condé (7-1), le 8 octobre 2006).
- 50e but de Sandrine Brétigny sous les couleurs de l'OL : en championnat de D1, face à Hénin-Beaumont (6-1), le 25 février 2007.
- 200e but de l'histoire de l'OL : Sandrine Brétigny (en Challenge de France, à Muret (5-0), le 18 mars 2007).
- 100e but inscrit dans la saison : Kátia Cilene Teixeira da Silva (en Challenge de France, à Compiègne (4-1), le 22 avril 2007).
- 50e but de l'histoire en Challenge de France : Hoda Lattaf (face à Tours (9-0), le 1er mai 2007).
- 100e but inscrit en championnat de Division 1 dans la saison : Sonia Bompastor (face à Saint-Brieuc (13-1), le 19 mai 2007).
- 200e but de l'histoire en championnat de D1 : Kátia Cilene Teixeira da Silva (face à Soyaux (6-0), le 10 juin 2007).